# Carpias villalobosi
Carpias villalobosi is een pissebed uit de familie Janiridae. De wetenschappelijke naam van de soort is voor het eerst geldig gepubliceerd in 1983 door Carvacho.